# Марія (Шевченко)
«Марія» — малюнок Тараса Шевченка, виконаний ним у Санкт-Петербурзі в 1840 році за поемою Олександра Пушкіна «Полтава». Папір, акварель, бронза. Розмір 24,7 × 20,1. Зліва внизу аквареллю дата і підпис автора: 1840 Шевченко. На звороті олівцем напис: Т. Schevchenko.
Малюнок відповідає словам поеми:
«Еще Мария сладко дышит,
Дремой обнятая, и слышит
Сквозь легкий сон, что кто-то к ней
Вошел и ног ее коснулся.
Она проснулась — поскорей
С улыбкой взор ее сомкнулся
От блеска утренних лучей…
Вздрогнув, она глядит… и что же?
Пред нею мать…».
Окремі елементи оформлення інтер'єру та реквізиту цього малюнка використані також у роботах «Жінка в ліжку», «Натурщиця» та в одній з ілюстрацій до «Истории Суворова».
В літературі зустрічається під іншими назвами та датами: «Мотря Кочубей в палатах Мазепи», 1841 — 1842, та «Сон Марии», 1841 — 1842.
Зберігається в Національному музеї Тараса Шевченка. Попередні місця збереження: збірка К. Т. Солдатьонкова, Державний музей образотворчих мистецтв імені О. С. Пушкіна в Москві.
В 1937 році експонувався на виставці, присвяченій століттю з дня смерті О. С. Пушкіна, у Москві; 1951 року — на виставці образотворчого мистецтва Української РСР у Москві.